# Castillo de Orgaz
El castillo de Orgaz o castillo de los condes de Orgaz es un castillo situado en el municipio de Orgaz, al este de la provincia de Toledo (Castilla-La Mancha, España).

## Historia

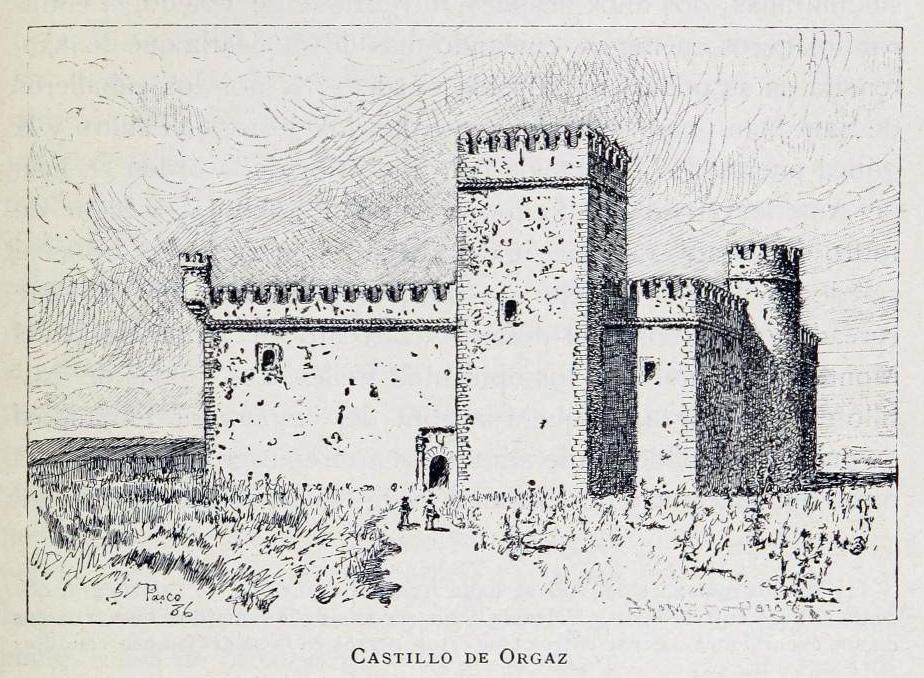
El castillo dibujado por Josep Pascó (1886)

El castillo de Orgaz es un Castillo Tardomedieval construido en el siglo XIV por orden de Alvar Pérez de Guzmán, señor de Orgaz, sobre otra edificación del siglo XII, y reformada en el siglo XV. Si bien la esencia del castillo es Militar, se remarca en su interior su condición de Castillo Residencial. Durante el reinado de Pedro I de Castilla fue cedido por éste a Martín Fernández. Fue residencia de los Ruiz de Toledo y de los Pérez de Guzmán, señores de Orgaz. Durante el levantamiento comunero fue utilizado por los vecinos de la villa, partidarios de estos como refugio, siendo incendiado por las tropas de Carlos I.

## Descripción y características

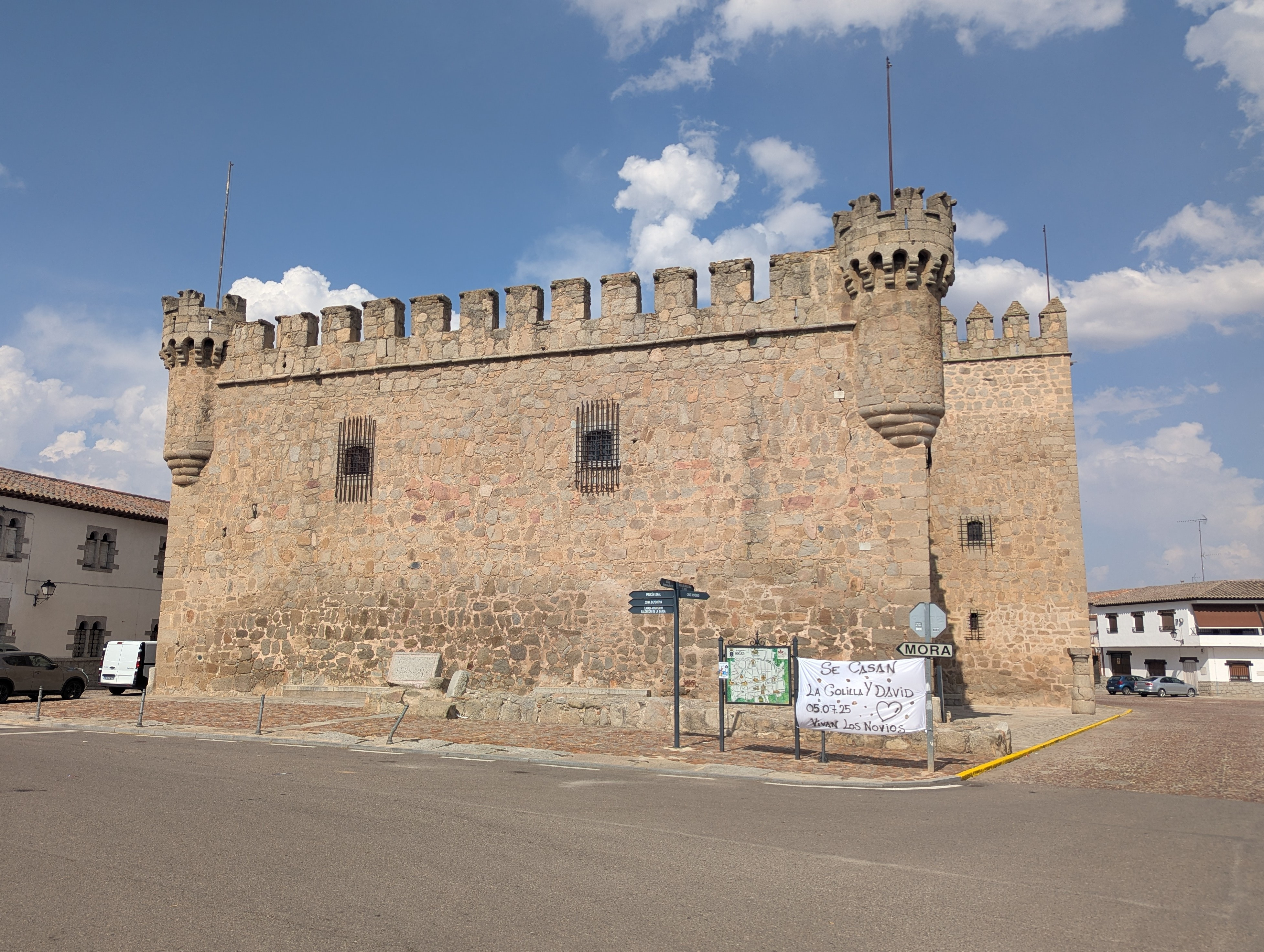
Exterior

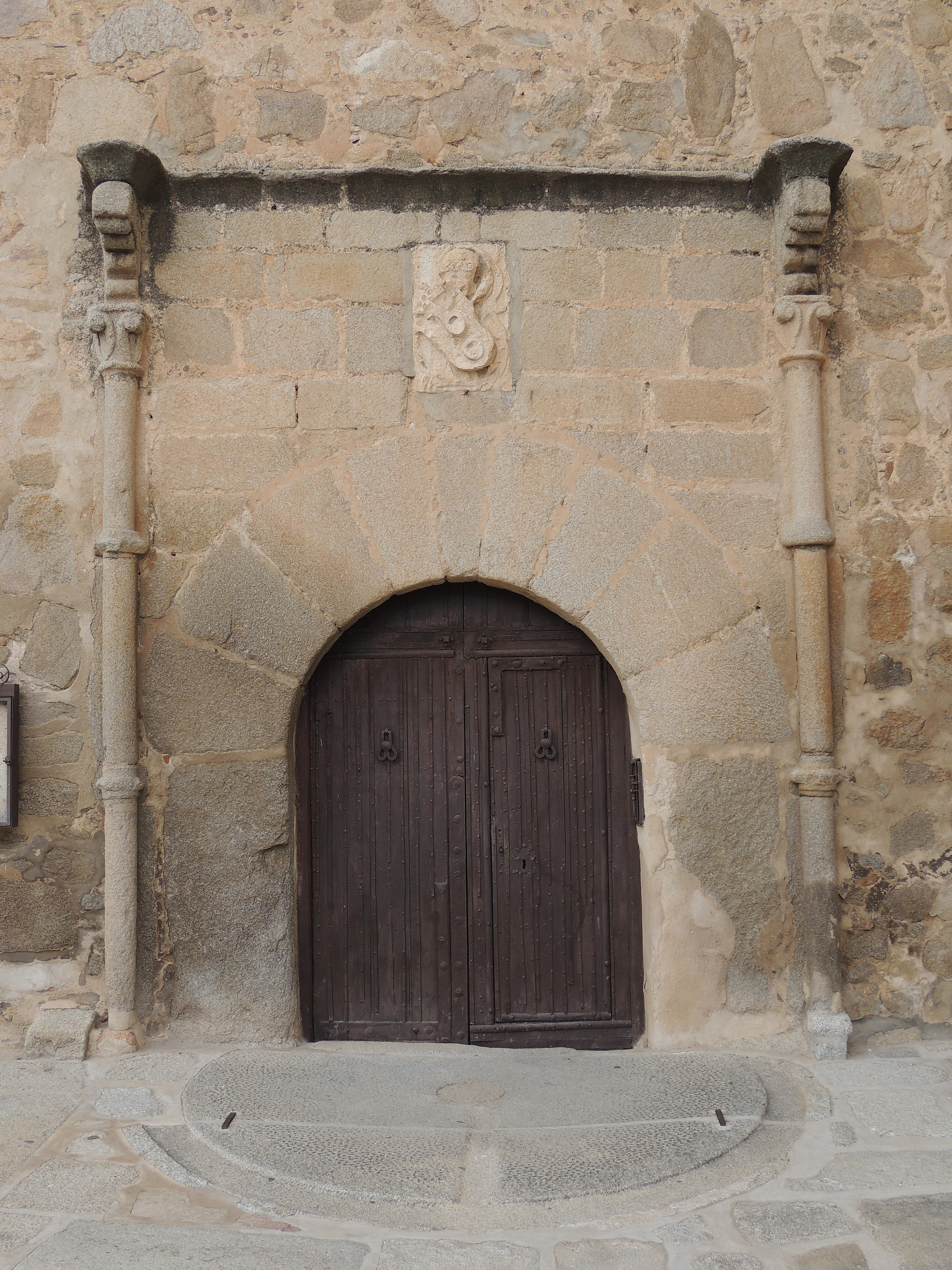
Puerta

La planta del castillo es rectangular. Su torre del homenaje es cuadrangular y mide 20 metros de altura y el ábside semicircular de su capilla interior sobresale del muro exterior. En lugar de torres protegen sus esquinas unas escaraguaitas de sillares con modillones y saeteras, coronados con merlones, con almenas o huecos muy estrechos. En el centro de la fachada norte también existen modillones y saeteras. Los merlones superiores conservan las ménsulas de piedra en las que giraban los manteletes de madera que cubrian las almenas. 
Junto a la torre del homenaje, y entre finas columnas, se encuentra la puerta de acceso al interior, adovelada con arco de medio punto, con el escudo del linaje Guzmán sobre la clave y coronada con merlones. El castillo de Orgaz está construido en mampostería, ladrillo, sillarejo a espejo y sillares en las esquinas como refuerzo.

## Estado de conservación
El edificio se encuentra bajo la protección de la Declaración genérica del Decreto de 22 de abril de 1949, y la Ley 16/1985 sobre el Patrimonio Histórico Español. Su titularidad es del Ayuntamiento de Orgaz. El interior del castillo fue destruido totalmente, y se intentó vender para su demolición, pero fue recientemente reconstruido por un particular, restaurando y acondicionando su interior como vivienda.